# Semiothisa woodgateata
Semiothisa woodgateata är en fjärilsart som beskrevs av Samuel E. Cassino 1928. Semiothisa woodgateata ingår i släktet Semiothisa och familjen mätare. Inga underarter finns listade i Catalogue of Life.